# 我家的食客掌握全世界！
《我家的食客掌握全世界！》是七條剛所作的日本輕小說作品，插圖由希望燕繪畫，第4屆GA文庫大賞得獎作（授獎時的作品名為《優希的碎片（ユーキノカケラ）》），SB創意出版，中文版由尖端出版發行。
2012年10月30日起在Mag Garden漫畫雜誌《月刊Comic BLADE》連載漫畫版，全2冊。

## 故事簡介
窮酸工務店飯山家，突然迎來一名千里迢迢從德國到來的少年——笠取真哉。這位少年的真實身份，其實是世界級頂尖企業OrionLute的創辦人，能輕易操縱軍事衛星。
但真哉因為某些原因需隱藏自己的身份，並成為飯山家的食客。只不過跟他住在同一個屋檐下的，是興趣與個性完全不同的三姊妹！？這是圍繞着全世界最厲害少年社長，以及可愛逗趣三姊妹的戀愛家庭喜劇。

## 登場角色
- 聲為廣播劇CD版[2]。

笠取真哉（聲：花江夏樹）
日本出生、德國長大的15歲少年，是10歲就從大學畢業、11歲取得博士學位、12歲就擁有自己事業的天才。為了追求何謂家庭，自願拋棄所有的一切來到日本。
人工衛星企業「OrionLute」的創辦人。手裡經常拿著智慧型手機，並能夠操縱由OrionLute發射的衛星。
進入飯山家當食客並轉入桃香和莉子就讀的初中，與桃香同班。性格平易近人，有自己的一套待人處事的方式，遇到事情能夠冷靜面對和進行分析。在飯山家度過一段時間後，找尋到了自己追求的答案，下決心要守護他們。
飯山桃香（聲：桃井晴子）
飯山家的長女，中學3年級生。天然呆，不懂得使用網絡，負責家裏大部份家務，擅長烹飪。
在班上是班長。負責家裡的大小事，每個月都會為了家裏赤字傷透腦筋。性格強硬，充滿正義感，而且也擅長照顧人。
飯山莉子（聲：上坂堇）
飯山家的次女，中學2年級生。為了家人，不惜偷偷跑去女僕咖啡店打工補貼家計。
與姊姊不一樣成績很優秀。性格沉穩，做事腳踏實地，說話方式略顯冷淡，嘴巴有時候很毒，時常會調侃姊姊。
飯山優希（聲：久野美咲）
飯山家的三女，小學4年級生。具有濃厚的藝術天分，性格樂觀天真，知道家裡的經濟狀況不好，所以不會央求什麼，總是笑容滿面，是大家的活力來源。
有一隻小熊布偶「普羅米修斯」。
飯山士郎
飯山家3姐妹的爸爸。飯山工務店的管理者，支撐著全家經濟，但由於工廠不景氣幾乎快要倒閉了，為此感到頭痛。
在大學時與真哉的爸爸是好朋友。
笠取徹
真哉的爸爸。在真哉小時候已經過世。
沃夫岡·基爾曼
OrionLute的執行長兼技術總顧問，地位僅次於真哉，與真哉的父親、士郎相識，過去曾是研究所同窗。
外表總是一副怒氣沖沖的模樣，分不清楚心情是好是壞，能分辨出來的似乎只有真哉一人。認為真哉在領導人層面上缺乏了重要的關鍵。
路法·馬丁尼（聲：下田麻美）
真哉的秘書。父親為德國人、母親為日本人的混血兒。精通英語、德語和日語三種語言。
辦事能力一流而被真哉相中。總是為了真哉提出各種無理要求而感到困擾，但最後仍順著他的想法來實行，對他似乎抱有特別的感情。
相田小雪
莉子的死黨。圖書委員的副委員長，非常擅長軟件開發。
梅蘭
真哉的專屬保鑣。
桐生愛
暑假過後轉進真哉班上的轉學生，喜歡親近真哉，因此常跟桃香吵架。

## 出版書籍

### 輕小說
| 集數 | SB創意         | SB創意                 | 尖端出版      | 尖端出版               |
| 集數 | 初版發售日期   | ISBN                   | 初版發售日期  | ISBN                   |
| ---- | -------------- | ---------------------- | ------------- | ---------------------- |
| 1    | 2012年4月15日  | ISBN 978-4-7973-6929-8 | 2014年4月17日 | ISBN 978-957-10-5558-9 |
| 2    | 2012年7月15日  | ISBN 978-4-7973-7087-4 | 2014年7月11日 | ISBN 978-957-10-5638-8 |
| 3    | 2012年10月15日 | ISBN 978-4-7973-7198-7 | 2015年1月15日 | ISBN 978-957-10-5855-9 |
| 3.5  | 2013年2月15日  | ISBN 978-4-7973-7304-2 | 2015年7月16日 | ISBN 978-957-10-6046-0 |
| 4    | 2013年4月15日  | ISBN 978-4-7973-7364-6 | 2016年3月17日 | ISBN 978-957-10-6456-7 |
| 5    | 2013年8月12日  | ISBN 978-4-7973-7471-1 |               |                        |
| 6    | 2013年11月15日 | ISBN 978-4-7973-7524-4 |               |                        |
| 7    | 2014年3月15日  | ISBN 978-4-7973-7661-6 |               |                        |
| 8    | 2014年6月13日  | ISBN 978-4-7973-7755-2 |               |                        |
| 9    | 2014年9月13日  | ISBN 978-4-7973-8015-6 |               |                        |
| 10   | 2015年1月15日  | ISBN 978-4-7973-8249-5 |               |                        |
| 11   | 2015年5月14日  | ISBN 978-4-7973-8331-7 |               |                        |
| 12   | 2015年9月12日  | ISBN 978-4-7973-8485-7 |               |                        |
| 13   | 2016年2月15日  | ISBN 978-4-7973-8525-0 |               |                        |
| 14   | 2016年6月15日  | ISBN 978-4-7973-8736-0 |               |                        |
| 15   | 2016年9月15日  | ISBN 978-4-7973-8888-6 |               |                        |
| 16   | 2017年2月15日  | ISBN 978-4-7973-8967-8 |               |                        |

### 漫畫
| 集數 | Mag Garden     | Mag Garden             |
| 集數 | 發售日期       | ISBN                   |
| ---- | -------------- | ---------------------- |
| 1    | 2013年5月10日  | ISBN 978-4-8000-0145-0 |
| 2    | 2013年10月10日 | ISBN 978-4-8000-0218-1 |

## 外部連結
- GA文庫｜我家的食客掌握全世界！ （页面存档备份，存于） （日語）